# 行方不明 〜LIVE TO BE STALIN〜
『行方不明 〜LIVE TO BE STALIN〜』（ゆくえふめい・ライブ・トゥー・ビー・スターリン）は、日本のロックバンドであるスターリンのライブ・アルバム。
1991年12月21日にアルファレコードよりリリースされた。ザ・スターリン時代にリリースされた『FOR NEVER』（1985年）以来6年ぶりの新生スターリンとしては初となるライブ・アルバムであり、プロデュースのクレジットはSTALINとなっている。
1991年のコンサートツアーから抜粋した曲が収録されている。収録曲は新生スターリンだけでなく、ザ・スターリン時代の曲も収録されている。13曲目の「解剖室」は本作において初めてメジャーレーベルでのリリースとなった。本作のライナーノーツはタレントであるモーリー・ロバートソンおよび音楽評論家の大野祥之が執筆している。
音楽情報サイト『CDジャーナル』の「ミニ・レビュー」おいて、「新旧取り混ぜた選曲になっているが、とにかくヘヴィで恐ろしくテンションの高い久々の傑作と言い切れる」と絶賛されている。

## 楽曲
1. 「水銀」
ザ・スターリンの2枚目のアルバム『虫』（1983年）収録曲[2]。音楽評論家の大野祥之は、本作参加のメンバーによる演奏について、「ここまでヘヴィになるのかと、驚くことだろう」と述べている[2]。
2. 「エゴイスト」
新生スターリンの4枚目のアルバム『STREET VALUE』（1991年）収録曲[2]。本作での演奏に関して大野は、イギー・ポップ&ザ・ストゥージズやMC5などのパンク・ロックの原点ともいえるバンドに通ずる「ワイルドでダイナミックなプレイに圧倒される」と述べている[2]。
3. 「365」
『虫』収録曲。本作では斉藤律によるギター・カッティングから開始される[2]。大野はザ・スターリンの持つ攻撃力を細身のダガーナイフに例えた上で、新生スターリンによる演奏は「ランボー・タイプのサバイバル・ナイフの強靭さを見せつける」と述べている[2]。
4. 「MONEY PEOPLE」
新生スターリンの3枚目のアルバム『殺菌バリケード』（1990年）収録曲[2]。大野は本曲の演奏について「バンドならではの、ガッチリとしたグルーブに裏打ち」されたと述べたほか、「たたみかけるかのようなパワーとスピード」による演奏であると述べている[2]。
5. 「石のような雪が降る」
新生スターリンの2枚目のアルバム『STALIN』（1989年）収録曲[2]。本作での演奏はライブ用に短くアレンジされているが、大野はメンバーそれぞれの発する音が1990年代のプログレッシブ・ロックを感じさせる「独特の美学が貫かれている」と述べている[2]。
6. 「STOP GIRL」
ザ・スターリンのメジャー・デビュー・アルバム『STOP JAP』（1982年）収録曲[2]。「ロマンチスト」（1982年）と並ぶザ・スターリンの初期の代表作であり、大野は歌詞中の「イヤだと言っても愛してやるさ」というフレーズが当時のロックファンの行動原理に大きな影響を与えたことに触れた上で、この言葉自体は1990年代にこそ相応しいとも述べている[2]。
7. 「爆裂（バースト）ヘッド」
『STOP JAP』収録曲。1960年代後期のフォークソング・ブームの際に活躍したジャックスや岡林信康が「見る前に跳べ」と歌っていたことに対し、大野は本曲の歌詞中に登場する「見る前に 跳ぶ前に 知らされているのさ」という言葉について「この視点の違いは、時代性によるものではないことが、この最新ライブ・ヴァージョンから伝わってくる」と述べている[2]。
8. メドレー
  - 「HELP!」
  - 「〜下水道のペテン師」
  - 「〜アザラシ」
  - 「〜OH!マルクス」
  - 「〜1.2.3.4.ペレストロイカ」
  - 「〜天プラ」

「HELP!」はビートルズのカバーであり、「アザラシ」および「天プラ」は『虫』、「下水道のペテン師」は『STOP JAP』、「OH! マルクス」は遠藤ミチロウのソロ5枚目となるアルバム『TERMINAL』（1987年）、「1.2.3.4.ペレストロイカ」は新生スターリンの4枚目のシングル「真夜中のオモチャ箱」（1990年）のカップリング曲となっている。大野は1曲ずつが上手くまとめられていると述べたほか、初期代表曲の良い部分が収録されていることを評価している[2]。
9. 「カノン」
遠藤のソロ第1作であるカセットブック『ベトナム伝説』（1984年）収録曲[3]。本曲はアコースティック・ギターによる弾き語りとなっている[3]。
10. 「限りある限り」
『STREET VALUE』収録曲。「カノン」から続くミディアム・ナンバーの流れに対して大野は、「バンドとしての自信が生む余裕さえ感じさせる選曲」であると述べたほか、「アメリカン・ハード・ポップ的なアプローチさえ聴かせるスターリンの変幻自在な音楽性が楽しめる」とも述べている[3]。
11. 「誰だ!」
新生スターリンの1枚目のアルバム『JOY』（1989年）収録曲。大野はアグレッシブな安達親生と三原重夫によるビートとディレイを効果的に使用した斉藤のギター・カッティングが遠藤のボーカルを援護射撃していると述べた上で、遠藤が再度スターリンというバンドにこだわった理由が「具体的な形としてここにある」と述べている[3]。
12. 「真夜中のオモチャ箱」
『殺菌バリケード』収録曲。大野は新生スターリンならではの「いい意味でのポップなセンスにあふれた名曲」であると述べている[3]。
13. 「解剖室」
ザ・スターリン時代にインディーズレーベルからリリースされた本来のファースト・アルバムである『trash』（1981年）収録曲[3]。ライブにおいては頻繁に演奏されている[3]。
14. 「取り消し自由」
『虫』収録曲。リリース当初からファンの間で人気が高い曲であったが、ライブではほとんど演奏されたことがない[3]。本作では遠藤の即興によるアジテーションや破壊的なギター・プレイが収録されており、大野は「スターリンの持つ“毒性”の強さを思い知らせてくれる」と述べている[3]。
15. 「虫」
『虫』収録曲。アンコールにおける演奏であり、大野は本作での演奏に関して「タイトでヘヴィなビート」であると表現したほか、「後半になるにつれて、4人が一体となって発散するエネルギーのベクトルが、どんどんふくれ上がっていくのがわかる」とも述べている[3]。また大野はドアーズの楽曲「ジ・エンド」（1967年）に匹敵する恐怖感を与える演奏であるとも述べている[3]。

## 収録曲
- CDブックレットに記載されたクレジットを参照[4]。

| #         | タイトル                                                                             | 作詞                                                 | 作曲                                                                                     | 時間  |
| --------- | ------------------------------------------------------------------------------------ | ---------------------------------------------------- | ---------------------------------------------------------------------------------------- | ----- |
| 1.        | 「水銀」                                                                             | 遠藤ミチロウ                                         | 遠藤ミチロウ                                                                             | 3:28  |
| 2.        | 「エゴイスト」                                                                       | 遠藤ミチロウ                                         | LENINGRAD PARADISE                                                                       | 3:43  |
| 3.        | 「365」                                                                              | 遠藤ミチロウ                                         | タム                                                                                     | 2:28  |
| 4.        | 「MONEY PEOPLE」                                                                     | 遠藤ミチロウ                                         | 斉藤律、三原重夫                                                                         | 2:57  |
| 5.        | 「石のような雪が降る」                                                               | 遠藤ミチロウ                                         | 遠藤ミチロウ                                                                             | 5:02  |
| 6.        | 「STOP GIRL」                                                                        | 遠藤ミチロウ                                         | スターリン                                                                               | 3:21  |
| 7.        | 「爆裂（バースト）ヘッド」                                                           | 遠藤ミチロウ                                         | 遠藤ミチロウ                                                                             | 2:54  |
| 8.        | 「HELP! 〜下水道のペテン師〜アザラシ〜OH!マルクス〜1.2.3.4.ペレストロイカ 〜天プラ」 | ジョン・レノン、ポール・マッカートニー〜遠藤ミチロウ | ジョン・レノン、ポール・マッカートニー〜タム〜タム〜遠藤ミチロウ〜三原重夫〜遠藤ミチロウ | 5:16  |
| 9.        | 「カノン」                                                                           | 遠藤ミチロウ                                         | パッフェルベル                                                                           | 4:10  |
| 10.       | 「限りある限り」                                                                     | 遠藤ミチロウ                                         | LENINGRAD PARADISE                                                                       | 5:10  |
| 11.       | 「誰だ!」                                                                            | 遠藤ミチロウ                                         | 遠藤ミチロウ                                                                             | 6:04  |
| 12.       | 「真夜中のオモチャ箱」                                                               | 遠藤ミチロウ                                         | 斉藤律                                                                                   | 4:23  |
| 13.       | 「解剖室」                                                                           | 遠藤ミチロウ                                         | 遠藤ミチロウ                                                                             | 2:18  |
| 14.       | 「取り消し自由」                                                                     | 遠藤ミチロウ                                         | タム                                                                                     | 5:04  |
| 15.       | 「虫」                                                                               | 遠藤ミチロウ                                         | タム                                                                                     | 12:50 |
| 合計時間: | 合計時間:                                                                            | 合計時間:                                            | 合計時間:                                                                                | 69:08 |

## スタッフ・クレジット
- CDブックレットに記載されたクレジットを参照[5]。

### スターリン
- 遠藤ミチロウ - ボーカル、アコースティック・ギター
- 三原重夫 - ドラムス、バックグラウンド・ボーカル
- 斉藤律 - ギター、バックグラウンド・ボーカル
- 安達親生 - ベース、バックグラウンド・ボーカル

### スタッフ
- スターリン - プロデューサー
- 寺田康彦 - レコーディング・エンジニア、ミックス・エンジニア（マグネットスタジオ）
- 武藤昌俊 (SCI) - アシスタント・レコーディング・エンジニア
- まるやまてるし - アシスタント・ミックス・エンジニア（マグネットスタジオ）
- 土田真康 - ディレクター
- 遠藤ミチロウ - アートディレクター、イラストレーション
- 川本満雄 - ライブ写真撮影
- 川上登（JAP工房） - スタイリスト
- 高野陽子（JAP工房） - スタイリスト
- 川島信之 (KYORYUHA) - ステージ
- 野原光雄 (NATIONAL PLAN) - ステージ
- SAM MACHIDA (HIBINO) - P.A.
- よこかわかずひろ（ライティングビッグワン） - ライティング
- TOM 永島（キョードープロモーション） - マネージメント
- 旭浩樹（キョードープロモーション） - マネージメント
- 安江水伊那 (BQ) - マネージメント
- ヒップランドミュージック - スペシャル・サンクス
- インクスティック鈴江ファクトリー - スペシャル・サンクス